# Nawalpur
Nawalpur fou un petit estat tributari protegit, un dels sis estats del grup Mehwas, poblat i governat per bhils, al districte de Khandesh, a la presidència de Bombai. La població el 1881 era de 180 habitants, i els seus ingressos s'estimaven en 77 lliures, sent la producció principal la fusta. El sobirà era un bhil (tribu patodi) i no podia adoptar, regint-se la successió per primogenitura. Havia rebut l'estat del sobirà de Budaval i va passar a control britànic el 1818. A la mort del cap Rayla el 1832 l'estat fou administrador pel col·lector de Khandesh fins al 1853 en què va accedir al poder Kuvera. A aquest el va succeir el seu fill Lashkari i a aquest el 1876 el seu fill Phulsing de 10 anys sota regència del seu oncle.